# Platynini
Tribu
Synonymes
- Prosphodrini Valentine, 1987

Les Platynini sont une tribu d'insectes coléoptères de la famille des Carabidae et de la sous-famille des Platyninae.

## Sous-tribus
Selon BioLib (15 juillet 2025) :
- Enoicina Basilewsky, 1985
- Platynina Bonelli, 1810